# 12. září
12. září je 255. den roku podle gregoriánského kalendáře (256. v přestupném roce). Do konce roku zbývá 110 dní.

## Události

### Česko
- 1782 – Olomoucká univerzita byla po čtyřech letech přesunuta z Brna zpět do Olomouce dekretem Josefa II., avšak „degradována“ na lyceum pro studia teologická, právnická, lékařská a filozofická.
- 1871 – Císař František Josef I. vydal reskript, v němž potvrdil svou ochotu nechat se korunovat českým králem a současně vyzval český sněm, aby zahájil porady o vypořádání českých státoprávních poměrů v souladu se státoprávními poměry říše.
- 1893 – Série demonstrací zahájená v den oslav císařových narozenin (15.8.) vedla v Praze k vyhlášení stanného práva a zostření tažení proti Omladině.
- 1899 – V Kutné Hoře zahájen proces s Židem Leopoldem Hilsnerem, obviněným z rituální vraždy Anežky Hrůzové.
- 1938 – Na sjezdu NSDAP v Norimberku Hitler zaútočil proti Československu, což podnítilo sudetské Němce k vyvolání puče v českém pohraničí.
- 1944 – V lese U Jana v Kladně Dubí, nedaleko kostela sv. Jana Křtitele došlo k tragické události, kdy při nouzovém odhozu pum americkým bombardérem do prostoru lesa došlo k usmrcení 35 ze zde se ukrývajících hutníků.
- 1956 – Českoslovenští volejbalisté se stali mistry světa ve Francii.

### Svět
- 490 př. n. l. – Athénské vojsko posílené jednotkami Platajských v bitvě u Marathónu porazilo invazní jednotky perské říše.
- 1213 – Proběhla bitva u Muretu.
- 1683 – Rakouská a polská vojska porazila v bitvě u Vídně Turky.
- 1733 – Stanislav Leszczyński, tchán francouzského krále Ludvíka XV., byl ve Varšavě zvolen polským králem.
- 1857 – Poblíž karolínského pobřeží se v hurikánu potopil parník SS Central America. Zemřelo 425 lidí a ke dnu šlo 14 tun zlata pro americké banky. Ztráta tak ohromného množství zlata přispěla k rozvoji finanční krize.
- 1939 – V Paříži vznikla z Československé vojenské kanceláře Československá vojenská mise, která měla za úkol zformovat československé jednotky v zahraničí.
- 1970 – Byla vypuštěna sovětská automatická sonda Luna 16, která přistála na Měsíci a vrátila se s prvními vzorky měsíční půdy.
- 2005 – Izrael dokončil stažení vojska a obyvatelstva z pásma Gazy.
- 2022 – V Sofii bylo zahájeno mistrovství světa v rytmické gymnastice.

## Narození

### Česko

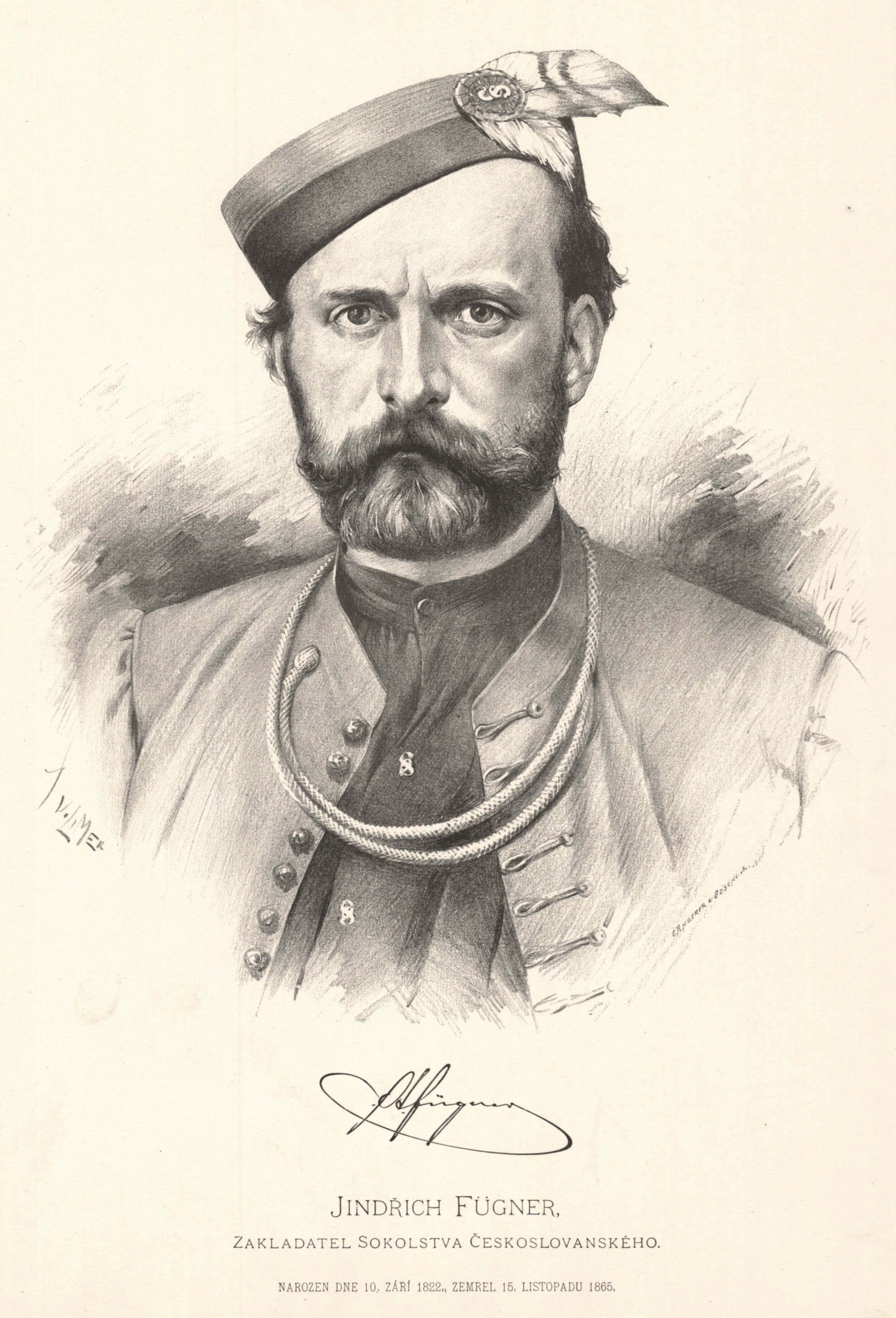
Jindřich Fügner (* 1822)

- 1688 – Ferdinand Maxmilián Brokoff, český sochař a řezbář († 8. března 1731)
- 1775 – Josef Jüttner, český kartograf († 27. dubna 1848)
- 1783 – Bernhard Adler, zakladatel Františkových Lázní († srpen 1810)
- 1794 – Jan Nepomuk Karel Krakovský z Kolovrat, český šlechtic, úředník gubernia, filantrop, vlastenec († 26. června 1872)
- 1809 – Franz Stangler, český statkář a politik německé národnosti († 21. září 1893)
- 1812 – Friedrich Kolenati, český zoolog, botanik, geolog, cestovatel a lékař († 17. června 1864)
- 1822 – Jindřich Fügner, spoluzakladatel Sokola († 15. listopadu 1865)
- 1841 – Jindřich Šolc, advokát, politik, starosta Prahy († 24. dubna 1916)
- 1874 – František Vápeník, československý politik († ?)
- 1875 – Bohuš Kianička, československý politik slovenské národnosti († 29. května 1938)
- 1884 – Miloslav Jeník, fotbalista a operní zpěvák († 30. října 1944)
- 1886 – Jan Volný, český jazykovědec († 5. ledna 1955)
- 1888 – Alois Mudruňka, malíř a grafik († 3. dubna 1956)
- 1891 – Josef Kotas, komunistický politik, starosta Ostravy († 11. července 1966)
- 1895 – Vladimír Procházka, právník, ekonom, překladatel a politik († 25. června 1968)
- 1897 – Václav M. Havel, významný pražský stavební podnikatel († 22. července 1979)
- 1899 – Josef Procházka, český výtvarník – betlemář († 28. prosince 1971)
- 1900 – Josef Kapinus, spisovatel, sochař a malíř († 11. února 1968)
- 1913
  - Miroslav Brdička, fyzik († 25. prosince 2007)
  - Maxmilián Jirák, komunistický poslanec († ?)
- 1914 – Otmar Riedl, voják, příslušník výsadku Benjamin († 10. října 1994)
- 1917 – Valerie Kaplanová, herečka († 12. května 1999)
- 1919 – Jiřina Lukešová, filmová střihačka († 28. července 2010)
- 1920 – Antonín Dvořák, režisér a scénograf († 29. května 1997)
- 1921 – Stanislav Sigmund, rozhlasový sportovní komentátor († 16. října 1988)
- 1925 – Libor Fára, český sochař a malíř († 3. března 1988)
- 1933 – Petr Zvolský, český psychiatr († 29. října 2014)
- 1934 – Petr Hrdlička, automobilový konstruktér
- 1935 – Ján Popluhár, československý fotbalista († 6. března 2011)
- 1936 – Oswald Demuth, český matematik († 15. září 1988)
- 1938 – Hana Preinhaelterová, česká bengalistka, anglistka, spisovatelka a překladatelka († 24. června 2018)
- 1946 – Martha Elefteriadu, česká zpěvačka řeckého původu
- 1950 – Jan Lukeš, filmový a literární kritik, spisovatel a publicista
- 1951 – Josef Holub, generální ředitel podniku ČEZ Distribuce, politik
- 1952 – Jan Hartl, český herec
- 1954
  - Karel Kühnl, český politik a diplomat
  - Miloš Škorpil, ultramaratonec
  - Jiří Jelínek, jazz-rockový kytarista († 5. října 1977)
- 1957 – Vojtěch Lindaur, český hudební publicista († 8. ledna 2018)
- 1978
  - Eva Aichmajerová, česká moderátorka
  - Tomáš Došek, český fotbalista
- 1980
  - Josef Vašíček, český reprezentant v ledním hokeji († 7. září 2011)
  - Jan Hrdina, český historik, autor, publicista a cestovatel
- 1988 – Bára Tlučhořová, česká moderátorka
- 1993 – Adéla Pulcová, česká influencerka

### Svět

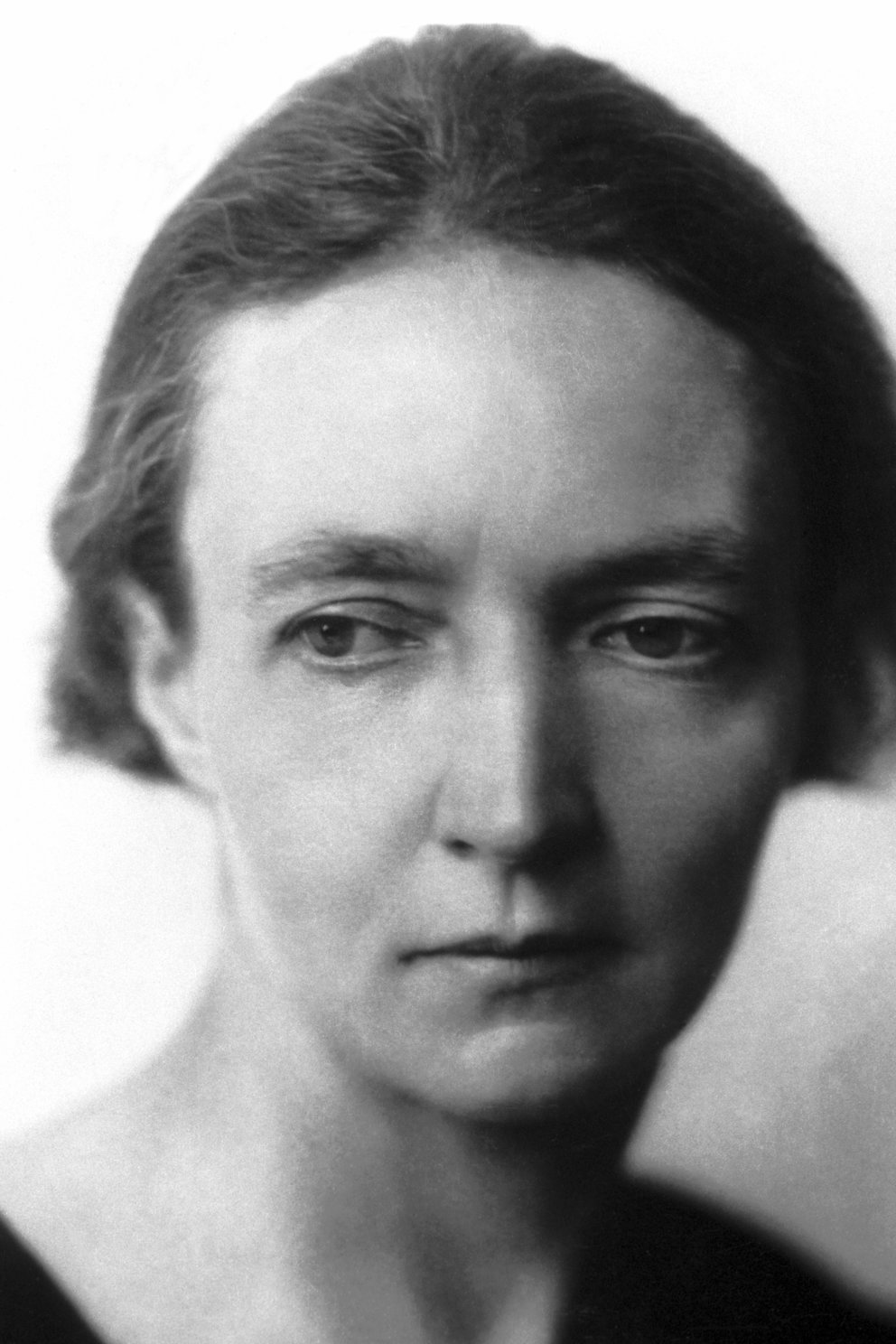
Irène Joliot-Curieová (* 1897)

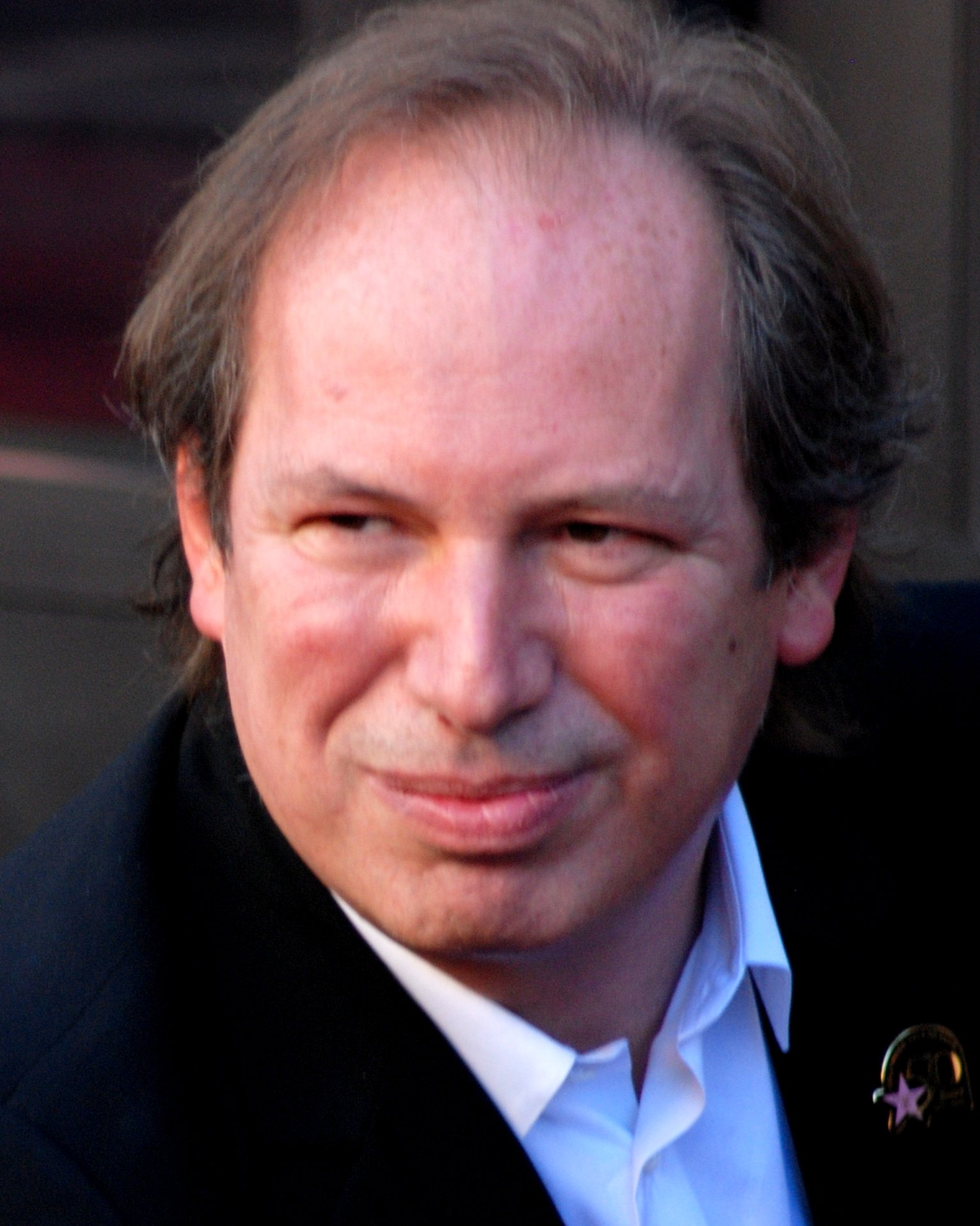
Hans Zimmer (* 1957)

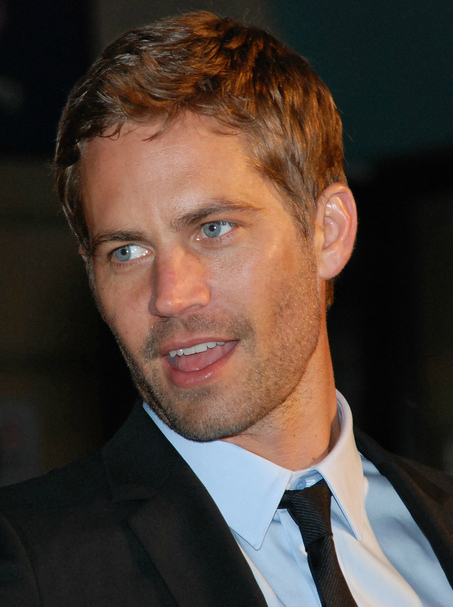
Paul Walker (* 1973)

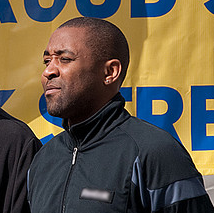
Darren Campbell (* 1973)

- 1494 – František I., francouzský král († 31. března 1547)
- 1570 – Henry Hudson, anglický mořeplavec († 1611)
- 1649 – Giuseppe Maria Tomasi, italský kardinál, katolický světec († 1. ledna 1713)
- 1660 – Wolfgang Hannibal ze Schrattenbachu, kardinál, olomoucký biskup a místokrál neapolský († 22. července 1738)
- 1777 – Henri Marie Ducrotay de Blainville, francouzský zoolog a anatom († 1. května 1850)
- 1800 – Pierre Charles Fournier de Saint-Amant, francouzský šachový mistr († 29. října 1872)
- 1811 – Max Haushofer, německý malíř († 24. srpna 1866)
- 1818 – Richard Gatling, americký vynálezce († 26. února 1903)
- 1829 – Anselm Feuerbach, německý malíř († 4. ledna 1880)
- 1837 – Ludvík IV. Hesenský, hesenský velkovévoda († 13. března 1892)
- 1838 – Arthur Auwers, německý astronom († 24. ledna 1915)
- 1852
  - Julius Derschatta von Standhalt, předlitavský politik († 3. února 1924)
  - Simo Matavulj, srbský realistický spisovatel († 20. února 1908)
  - Herbert Henry Asquith, britský politik, předseda vlády († 1928)
- 1863 – Lucien Walery, francouzský fotograf († 1935)
- 1875 – Olexandr Košyc, ukrajinský skladatel († 21. září 1944)
- 1885 – Heinrich Hoffmann, německý fotograf a tvůrce nacistické propagandy († 16. prosince 1957)
- 1888 – Maurice Chevalier, francouzský a americký herec, tanečník, šansoniér a zpěvák, držitel Oscara († 1. ledna 1972)
- 1891
  - Fred Kelly, americký olympijský vítěz v běhu na 110 metrů překážek z roku 1912 († 7. května 1974)
  - Géza Róheim, maďarský antropolog a psychoanalytik († 7. června 1953)
- 1892 – Fatma Uliye Sultan, osmanská princezna († 25. ledna 1967)
- 1894 – Dorothy Maud Wrinchová, britská matematička a teoretická biochemička († 11. února 1976)
- 1895 – Andreo Cseh, maďarský esperantista († 9. března 1979)
- 1896 – Elsa Trioletová, francouzská spisovatelka († 16. června 1970)
- 1897 – Irène Joliot-Curieová, francouzská vědkyně, dcera Marie a Pierra Curie, nositelka Nobelovy ceny za chemii († 17. března 1956)
- 1898
  - Hermann Höfle, německý generál, velitel vojsk potlačujících Slovenské národní povstání († 9. prosince 1947)
  - Ben Shahn, americký novinářský fotograf († 14. března 1969)
- 1900 – Haskell Brooks Curry, americký matematik († 1. září 1982)
- 1905 – Boris Arapov, ruský hudební skladatel († 21. ledna 1992)
- 1902 – Juscelino Kubitschek de Oliveira, brazilský prezident († 22. srpna 1976)
- 1913
  - Jesse Owens, sprinter a dálkař USA († 31. března 1980)
  - Eidži Tojoda, japonský průmyslník († 17. září 2013)
- 1914 – Desmond Llewelyn, velšský herec († 19. prosince 1999)
- 1921
  - Pierre Samuel, francouzský matematik († 23. srpna 2009)
  - Stanisław Lem, polský spisovatel sci-fi literatury († 27. března 2006)
- 1926 – Paul Janssen, belgický farmakolog, vynálezce a obchodník († 11. listopadu 2003)
- 1928 – Robert Irwin, americký výtvarník († 25. října 2023)
- 1929
  - Guus Zoutendijk, nizozemský matematik († 29. ledna 2005)
  - Boris Strohsack, slovinský právník a soudce († 23. dubna 1997)
- 1930 – Akira Suzuki, japonský chemik, držitel Nobelovy ceny za chemii 2010
- 1931
  - Sir Ian Holm, britský herec († 19. června 2020)
  - George Jones, americký country zpěvák († 26. dubna 2013)
  - Silvia Pinalová, mexická herečka a politička († 28. listopadu 2024)
- 1932 – Atli Pætursson Dam, předseda vlády Faerských ostrovů († 7. února 2005)
- 1934
  - Glenn Davis, americký atlet, běžec, trojnásobný olympijský vítěz († 28. ledna 2009)
  - Alan Isler, anglický spisovatel († 29. března 2010)
  - Jaegwon Kim, americký filosof korejského původu († 27. listopadu 2019)
- 1935 – Ján Popluhár, československý fotbalový reprezentant († 6. března 2011)
- 1940
  - Roger K. Crouch, vědec a americký astronaut
  - Milan Šútovec, slovenský literární kritik a vědec, spisovatel a politik
- 1941 – Çetin Inanç, turecký režisér, producent a scenárista
- 1943 – Michael Ondaatje, kanadsko-srílanský prozaik a básník
- 1944 – Barry White, americký producent, skladatel a zpěvák († 4. července 2003)
- 1946
  - Sepp Puschnig, rakouský hokejista
  - Dickie Peterson, americký baskytarista a zpěvák († 12. října 2009)
- 1947 – Darryl DeLoach, americký zpěvák, člen Iron Butterfly († 3. října 2002)
- 1949
  - György Molnár, maďarský rockový kytarista
  - Irina Rodninová, ruská krasobruslařka, olympijská vítězka
  - Tony Stevens, anglický hudebník
- 1951
  - Bertie Ahern, irský premiér
  - Karel Cón, slovenský hudební skladatel
- 1952
  - Neil Peart, kanadský bubeník a skladatel († 7. ledna 2020)
  - Zelimchan Jandarbijev, čečenský spisovatel a politik († 13. února 2004)
- 1953
  - Nan Goldinová, americká fotografka
  - Stephen Sprouse, americký módní návrhář († 4. března 2004)
- 1956
  - Marika Gombitová, slovenská zpěvačka
  - Sam Brownback, americký politik
  - Brian Robertson, skotský rockový kytarista
- 1957 – Hans Zimmer, německý autor filmových soundtracků
- 1973
  - Darren Campbell, britský atlet
  - Paul Walker, americký herec († 30. listopadu 2013)
- 1974 – Jennifer Nettles, americká zpěvačka
- 1978 – Ben McKenzie, americký herec a producent
- 1983 – Sergio Parisse italský ragbista
- 1986 – Emmy Rossum, americká herečka
- 1987 – Jaroslava Švedovová, ruská tenistka
- 1994 – Kim Namjoon, leader a rapper jihokorejské skupiny  BTS
- 1997 – Sydney Sweeney, americká herečka

## Úmrtí

### Česko
- 1741 – František Ferdinand Kinský, český šlechtic, diplomat a politik (* 1. ledna 1678)
- 1789 – František Xaver Richter, český houslista a hudební skladatel (* 1. prosince 1709)
- 1811 – Antonín Theodor Colloredo-Waldsee, první arcibiskup olomoucký (* 29. června 1729)
- 1915
  - Karel Frič, český obchodník, překladatel a podnikatel (* 17. května 1834)
  - Josef Smolík, matematik, numismatik a historik (* 5. listopadu 1832)
- 1941 – Otakar Škvajn-Mazal, československý fotbalový reprezentant (* 3. června 1894)
- 1948 – Antonín Alois Weber, 16. biskup litoměřický (* 24. října 1877)
- 1977 – Milča Mayerová, tanečnice a choreografka (* 12. dubna 1901)
- 1978 – Olga Masaryková, nejmladší dcera prezidenta Tomáše Garrigua Masaryka (* 25. května 1891)
- 1981 – Stanislav Mentl, čs. ministr veřejného zdravotnictví a tělesné výchovy (* 10. listopadu 1894)
- 1985 – Erna Červená, česká herečka (* 1900)
- 1993 – Emerich Gabzdyl, tanečník a choreograf (* 20. července 1908)
- 2000 – Václav Vojta, dětský neurolog (* 12. července 1917)
- 2003 – Ludvík Černý, primátor hlavního města Prahy (* 16. srpna 1920)
- 2010 – Richard Pražák, historik a hungarista (* 7. ledna 1931)
- 2012 – Radoslav Brzobohatý, herec (* 13. září 1932)
- 2013
  - Miroslav Jodas, český fotograf (* 30. listopadu 1932)
  - Zdeněk Pošíval, český divadelní režisér, scenárista, dramatik a spisovatel (* 2. května 1937)

### Svět

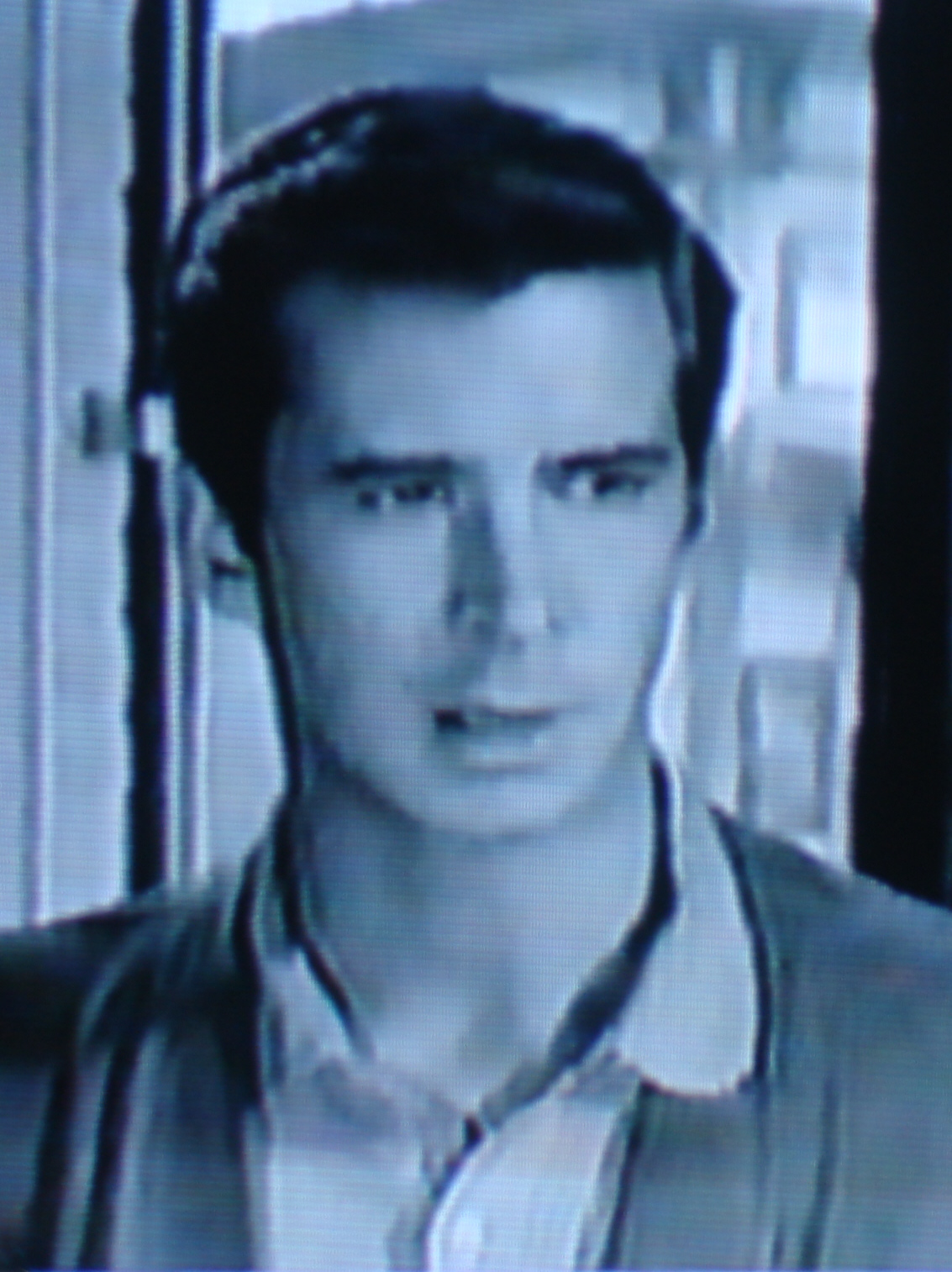
Anthony Perkins († 1992)

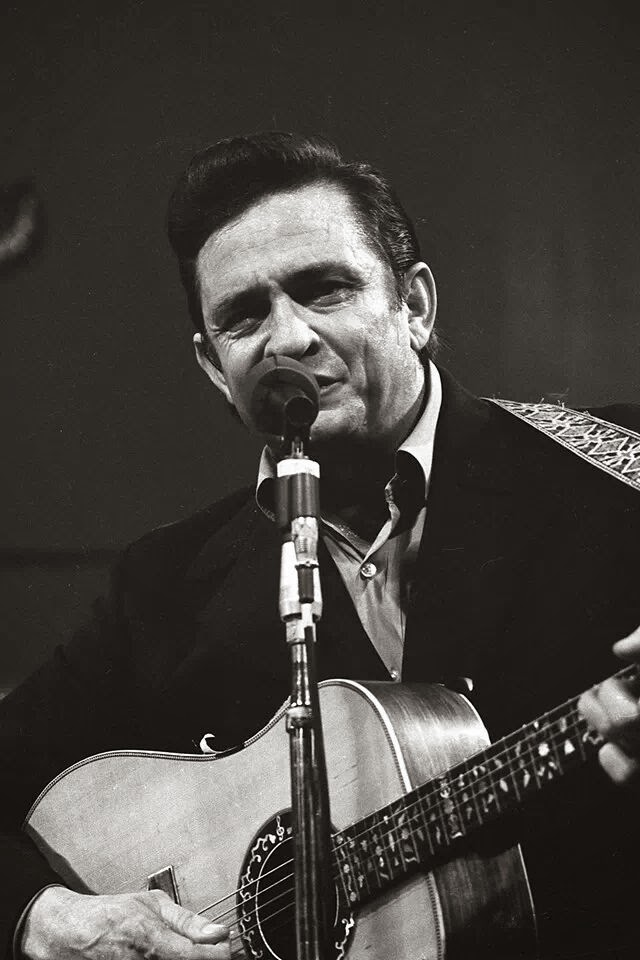
Johnny Cash († 2003)

- 1185 – Andronikos I. Komnenos, byzantský císař (* 1118?)
- 1213 – Petr II. Aragonský, aragonský král a barcelonský hrabě (* 1174)
- 1263 – Mindaugas, litevský král (* 1203)
- 1348 – Jana Burgundská, francouzská královna (* 1293 nebo 1294)
- 1362 – Inocenc VI., 199. papež (* 1285 nebo 1292)
- 1487 – Imrich Zápolský, uherský zemský hodnostář (* ?)
- 1500 – Albrecht III. Srdnatý, kníže saský, markrabě míšeňský, zemský správce Fríska (* 31. července 1443)
- 1541 – Peter Breuer, pozdně gotický saský sochař a řezbář (* kolem 1472)
- 1544 – Clément Marot, francouzský renesanční básník (* 23. listopadu 1496)
- 1612 – Vasilij IV. Ivanovič Šujskij, ruský car (* 1552)
- 1642 – Henri Coiffier de Ruzé, markýz de Cinq-Mars, vůdce spiknutí proti kardinálovi Richelieu (* 1620)
- 1656 – Erasmo di Bartolo, italský hudební skladatel, varhaník a pedagog (* 1. července 1606)
- 1682 – Godefridus Henschenius, belgický jezuitský historik a hagiograf (* 21. června 1601)
- 1683
  - Alfons VI. Portugalský, portugalský král (* 1643)
  - Juraj Križanić, chorvatský filolog, filozof, spisovatel (* 1618)
- 1674 – Nicolaes Tulp, holandský lékař, učenec a starosta Amsterodamu (* 9. října 1593)
- 1691 – Jan Jiří III. Saský, Saský kurfiřt (* 22. srpna 1680)
- 1739 – Arnošt Ludvík Hesensko-Darmstadtský, hesensko-darmstadtský lankrabě (* 15. prosince 1667)
- 1751 – Marie Anna Karolína Neuburská, bavorská princezna (* 30. ledna 1693)
- 1764 – Jean-Philippe Rameau, francouzský skladatel (* 1683)
- 1778 – Ludvík Meklenbursko-Zvěřínský, dědičný princ meklenbursko-zvěřínský (* 6. srpna 1725)
- 1819 – Gebhard Leberecht von Blücher, pruský maršál a jeden z vítězů nad Napoleonem (* 1742)
- 1829
  - Gustave Dugazon, francouzský hudební skladatel (* 1. února 1781)
  - Juan Ignacio Molina, chilský přírodovědec a kněz (* 24. června 1740)
- 1860 – William Walker, americký dobrodruh, prezident Nikaraguy (* 8. května 1824)
- 1869 – Peter Roget, britský vědec (* 18. ledna 1779)
- 1873 – Jean-Pierre Barillet-Deschamps, francouzský zahradní architekt (* 7. června 1824)
- 1874 – François Guizot, francouzský historik a politik (* 4. října 1787)
- 1876 – Anastasius Grün, rakouský básník a překladatel (* 11. dubna 1806)
- 1889 – Fustel de Coulanges, francouzský historik (* 18. března 1830)
- 1891 – Nikolaj Ivanovič Bachmetěv, ruský hudební skladatel a houslista (* 22. října 1807)
- 1907 – Ilja Čavčavadze, gruzínský spisovatel a politik (* 8. prosince 1837)
- 1911 – Oscar Kellner, německý agronom (* 13. května 1851)
- 1916 – Henrik Mohn, norský astronom, oceánograf a meteorolog (* 16. května 1835)
- 1917 – Eleonora z Reussu, carevna Bulharska (* 22. srpna 1860)
- 1919 – Leonid Nikolajevič Andrejev, ruský spisovatel (* 1871)
- 1929 – Jānis Pliekšāns (Rainis), lotyšský básník, dramatik a politik (* 11. září 1865)
- 1934 – Jekatěrina Breško-Breškovská, ruská revolucionářka (* 25. ledna 1844)
- 1939 – Fjodor Raskolnikov, sovětský bolševický velitel a diplomat (* 28. leden 1892)
- 1953 – Hugo Schmeisser, německý konstruktér pěchotních zbraní (* 24. září 1884)
- 1955 – Frank Stokes, americký bluesový zpěvák a kytarista (* 1. ledna 1888)
- 1961 – Elena Hroboňová, slovenská pedagožka a poslankyně (* 17. dubna 1903)
- 1964 – Sergiusz Piasecki, polský spisovatel (* 1. dubna 1901)
- 1967 – Vladimir Bartol, slovinský spisovatel (* 24. února 1903)
- 1968 – Ryszard Siwiec, polská živá pochodeň na protest proti invazi vojsk Varšavské smlouvy do Československa (* 7. března 1909)
- 1981 – Eugenio Montale, italský spisovatel (* 1896)
- 1982 – Federico Moreno Torroba, španělský hudební skladatel (* 3. března 1891)
- 1983 – Sabin Carr, americký olympijský vítěz ve skoku o tyči 1928 (* 4. září 1904)
- 1986 – Jacques Henri Lartigue, francouzský fotograf a malíř (* 13. června 1894)
- 1990 – Bohuslav Partyk, slovenský ekonom (* 7. července 1911)
- 1992 – Anthony Perkins, americký herec (* 4. dubna 1932)
- 1994 – Boris Jegorov, sovětský lékař a kosmonaut (* 26. listopadu 1937)
- 1995 – Jeremy Brett, britský herec (* 1933)
- 1996 – Ernesto Geisel, prezident Brazílie (* 3. srpna 1907)
- 1997 – Stig Anderson, švédský textař, manažer skupiny ABBA (* 25. ledna 1931)
- 2000 – Stanley Turrentine, americký saxofonista (* 5. dubna 1934)
- 2003 – Johnny Cash, americký zpěvák country, kytarista a skladatel (* 1932)
- 2005 – Serge Lang, francouzský matematik (* 19. května 1927)
- 2009
  - Norman Borlaug, americký agronom, nositel Nobelovy ceny míru (* 1914)
  - Jack Kramer, americký tenista (* 1921)
- 2010 – Claude Chabrol, francouzský režisér (* 1930)
- 2011 – Wade Mainer, americký bluegrassový banjista (* 21. dubna 1907)
- 2012 – Sid Watkins, bývalý hlavní lékař Formule 1 (6. září 1928)
- 2013 – Ray Dolby, americký vědec (* 18. ledna 1933)
- 2014
  - Ian Paisley, předseda vlády Severního Irska (* 6. dubna 1926)
  - Joe Sample, americký jazzový klavírista (* 1. února 1939)
- 2019 – ʻAkilisi Pōhiva, tonžský politik (* 7. dubna 1941)
- 2022 – PnB Rock, americký rapper a zpěvák (* 9. prosinec 1991)

## Svátky

### Česko
- Marie, Marieta, Marion, Marita, Marlena, Marisa
- Mája, Maja
- Miriam
- Pilar
- Ria, Riana
- Tobias
- Quido

### Svět
- USA: Den prarodičů (Grandparent’s Day – je-li neděle)
- Kapverdy, Guinea-Bissau: Národní den
- Japonsko: Den úcty ke starým lidem
- Rhodesie: Den okupace
- Afghánistán: Založení národního shromáždění (je-li středa)
- OSN: Den spolupráce jih-jih

| 12. září v pražském KlementinuÚdaje jsou platné k 11. 3. 2025. | 12. září v pražském KlementinuÚdaje jsou platné k 11. 3. 2025. | 12. září v pražském KlementinuÚdaje jsou platné k 11. 3. 2025. |
| minimum                                                        | denní průměr                                                   | maximum                                                        |
| -------------------------------------------------------------- | -------------------------------------------------------------- | -------------------------------------------------------------- |
| 4,0 °C (1936)                                                  | 15,9 °C (od 1961)                                              | 30,3 °C (2016)                                                 |